# 薩德基 (日托米爾區)
50°19′1″N 28°29′4″E / 50.31694°N 28.48444°E
薩德基（羅馬化：Sadky）是烏克蘭北部日托米爾州日托米爾區貝雷濟夫卡市鎮的村莊。該村面積0.88平方公里，海拔高度230米，2001年人口726，人口密度每平方公里825人。